# Timbalada

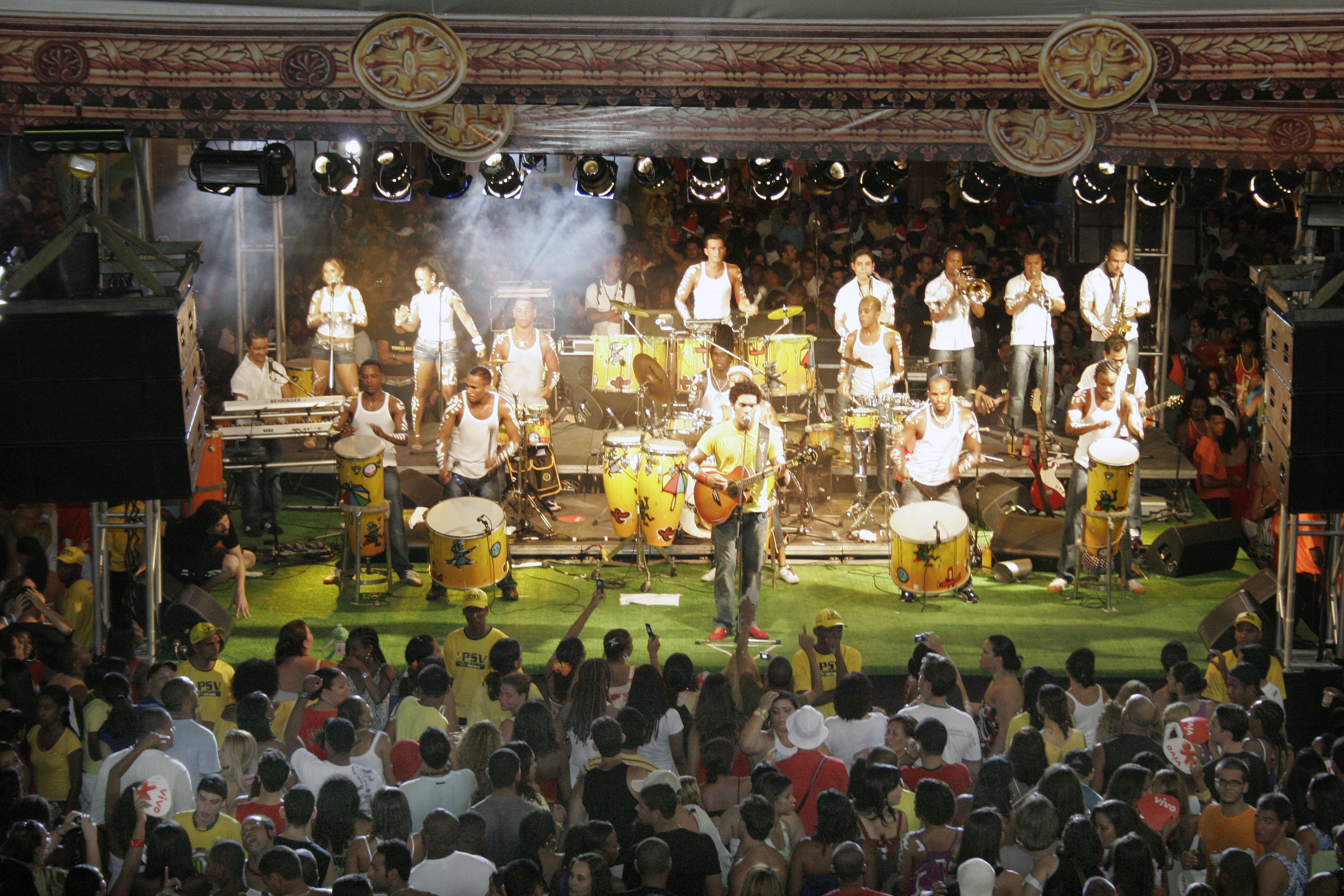
Timbalada

Timbalada ist eine brasilianische Musikgruppe aus Salvador da Bahia, die 1992 von Carlinhos Brown gegründet wurde und deren künstlerischer Leiter er lange war.
Sie nehmen am Karneval von Salvador teil und eine kleinere Formation bestreitet Bühnenprogramme, nimmt die CDs auf und tourt in der ganzen Welt. Timbalada bezeichnet sich weder als Bloco afro noch als „Block von Weißen, Roten oder Gelben“, sondern als „Banda do ser humano“, „Gruppe des Mensch-Seins“. Sie veränderten den Sambareggae zu einem eigenen Stil, der stark mit Elementen des Funk angereichert wurde, und den sie selbst als „Timbalada“ oder „Candeal Beat“ (nach dem Stadtteil von Salvador, aus dem die Musiker kommen) bezeichnen. Bei der Verbreitung der Trommel Timba hat sie eine besondere Rolle gespielt: daher auch der Gruppenname. Vor Auftritten bemalen sie ihre Köpfe und Körper immer mit phantasievollen Mustern aus weißer Farbe.

## Diskografie
- 1993 – Timbalada
- 1994 – Cada Cabeça É Um Mundo
- 1995 – Andei Road
- 1995 – dance (Remixe)
- 1996 – Mineral
- 1997 – Mãe de Samba
- 1998 – Vamos Dar a Volta No Guetho (Ao Vivo)
- 1998 – Brazilian Collection: From A to Z
- 1999 – Millennium
- 1999 – Pense Minha Cor
- 2001 – Timbalismo
- 2002 – Motumbá Bless
- 2002 – Gold
- 2003 – Serviço de Animação Popular
- 2005 – Novo Millennium
- 2006 – Axé Bahia
- 2006 – Alegria Original

## Fußnote
1. ↑  Zitate aus: Interview mit Timbalada (Memento vom 15. Juni 2007 im Internet Archive) (brasilianisches Portugiesisch). Zu ihren bemalten Körpern sagen sie: „... que sempre usamos a tinta branca. Com isso, usamos as pinturas para mostrar que somos brasileiros, oriundos da África e descendentes de índios, ou seja, Timbalada é miscigenação.“